# Fodbold under sommer-OL 2020 - gruppe F (kvinder)
Fodbold under sommer-OL 2020 (kvinder), gruppe F er en af tre indledende grupper ved Fodbold under sommer-OL 2020 (kvinder). Kampene spilles fra 21. til 27. juli 2011. Gruppen består af Holland, Zambia, Kina og Brasilien. De to øverst placerede hold vil gå videre direkte til ottendedelsfinalerne, mens nummer 3 potentielt vil kvalificere sig hvis de er blandt de to bedst placeret treer ud af tre grupper.

## Tabel
| Pos | Hold      | K | V | U | T | M+ | M- | MF  | P | Kvalifikation                                            |
| --- | --------- | - | - | - | - | -- | -- | --- | - | -------------------------------------------------------- |
| 1   | Holland   | 3 | 2 | 1 | 0 | 21 | 8  | +13 | 7 | Avancerer til slutspil                                   |
| 2   | Brasilien | 3 | 2 | 1 | 0 | 9  | 3  | +6  | 7 | Avancerer til slutspil                                   |
| 3   | Zambia    | 3 | 0 | 1 | 2 | 7  | 15 | −8  | 1 | Potentiel slutspil baseret på rangering af bedste treer. |
| 4   | Kina      | 3 | 0 | 1 | 2 | 6  | 17 | −11 | 1 |                                                          |

## Kampe

### Kina vs Brasilien
| 21. juli 2021 17:00 |

| Kina | 0–5                          | Brasilien                                                           |
| ---- | ---------------------------- | ------------------------------------------------------------------- |
|      | Rapport (IOC) Rapport (FIFA) | - Marta 9', 74' - Debinha 22' - Andressa 82' (str.) - Beatriz 89' · |

| Miyagi Stadium, Rifu Tilskuere: 0 Dommer: Kateryna Monzul (Ukraine) |

| Kina | Brasilien |

| GK             | 12 | Peng Shimeng      |  |     |
| RB             | 17 | Luo Guiping       |  |     |
| CB             | 13 | Yang Lina         |  |     |
| CB             | 16 | Wang Xiaoxue      |  |     |
| LB             | 2  | Li Mengwen        |  |     |
| RM             | 7  | Wang Shuang       |  |     |
| CM             | 8  | Wang Yan          |  | 33' |
| CM             | 4  | Li Qingtong       |  |     |
| LM             | 6  | Zhang Xin         |  | 84' |
| CF             | 11 | Wang Shanshan (c) |  |     |
| CF             | 9  | Miao Siwen        |  | 84' |
| Udskiftninger: |    |                   |  |     |
| FW             | 18 | Wurigumula        |  | 33' |
| MF             | 14 | Liu Jing          |  | 84' |
| FW             | 20 | Xiao Yuyi         |  | 84' |
| Cheftræner:    |    |                   |  |     |
| Jia Xiuquan    |    |                   |  |     |

| GK             | 1  | Bárbara       |  |     |
| RB             | 13 | Bruna Benites |  |     |
| CB             | 3  | Érika         |  |     |
| CB             | 4  | Rafaelle      |  |     |
| LB             | 6  | Tamires       |  |     |
| RM             | 7  | Duda          |  | 59' |
| CM             | 8  | Formiga       |  | 72' |
| CM             | 17 | Andressinha   |  |     |
| LM             | 9  | Debinha       |  |     |
| CF             | 16 | Beatriz       |  |     |
| CF             | 10 | Marta (c)     |  | 83' |
| Udskiftninger: |    |               |  |     |
| FW             | 21 | Andressa      |  | 59' |
| MF             | 5  | Julia         |  | 72' |
| FW             | 12 | Ludmila       |  | 83' |
| Cheftræner:    |    |               |  |     |
| Pia Sundhage   |    |               |  |     |

| Linjedommere: Lucie Ratajova (Tjekkiet) Maryna Striletska (Ukraine) Fjerdedommer: Stéphanie Frappart (Frankrig) Videodommer: Guillermo Cuadra Fernández (Spanien) Videodommerassistent: Benoît Millot (Frankrig) |

### Zambia vs Holland
| 21. juli 2021 20:00 |

| Zambia                | 3–10                                | Holland |
| --------------------- | ----------------------------------- | --- |
| - Banda 19', 82', 83' | Rapport (Tokyo 2020) Rapport (FIFA) | - Miedema 9', 15', 29', 59' - Martens 14', 38' - Van de Sanden 44' - Roord 64' - Beerensteyn 75' - Pelova 80' · |

| Miyagi Stadium, Rifu Tilskuere: 0 Dommer: Laura Fortunato (Argentina) |

| Zambia | Holland |

| GK             | 16 | Hazel Nali       |     |     |
| RB             | 8  | Margaret Belemu  |     | 87' |
| CB             | 5  | Anita Mulenga    |     | 72' |
| CB             | 3  | Lushomo Mweemba  |     |     |
| LB             | 4  | Esther Siamfuko  | 67' |     |
| CM             | 14 | Ireen Lungu      |     |     |
| CM             | 6  | Mary Wilombe     |     |     |
| RW             | 12 | Avell Chitundu   |     |     |
| AM             | 10 | Grace Chanda     |     |     |
| LW             | 11 | Barbra Banda (c) |     |     |
| CF             | 9  | Hellen Mubanga   |     | 73' |
| Udskiftninger: |    |                  |     |     |
| MF             | 15 | Agness Musase    |     | 72' |
| FW             | 7  | Lubandji Ochumba |     | 73' |
| DF             | 20 | Esther Mukwasa   |     | 87' |
| Cheftræner:    |    |                  |     |     |
| Bruce Mwape    |    |                  |     |     |

| GK             | 1  | Sari van Veenendaal (c) |     |     |
| RB             | 17 | Dominique Janssen       |     |     |
| CB             | 3  | Stefanie van der Gragt  |     | 61' |
| CB             | 4  | Aniek Nouwen            |     | 86' |
| LB             | 5  | Merel van Dongen        |     |     |
| CM             | 10 | Daniëlle van de Donk    |     | 72' |
| CM             | 14 | Jackie Groenen          |     |     |
| CM             | 6  | Jill Roord              |     |     |
| RF             | 7  | Shanice van de Sanden   |     | 72' |
| CF             | 9  | Vivianne Miedema        |     | 60' |
| LF             | 11 | Lieke Martens           |     |     |
| Udskiftninger: |    |                         |     |     |
| FW             | 18 | Lineth Beerensteyn      |     | 60' |
| DF             | 2  | Lynn Wilms              |     | 61' |
| MF             | 13 | Victoria Pelova         |     | 72' |
| FW             | 19 | Renate Jansen           |     | 72' |
| DF             | 15 | Kika van Es             | 90' | 86' |
| Cheftræner:    |    |                         |     |     |
| Sarina Wiegman |    |                         |     |     |

| Linjedommere: Mariana De Almeida (Argentina) Mary Blanco (Colombia) Fjerdedommer: Esther Staubli (Switzerland) Videodommer: Mauro Vigliano (Argentina) Videodommerassistent: Nicolás Gallo (Colombia) |

### Kina vs Zambia
| 24. juli 2021 17:00 |

| Kina                                   | 4–4                            | Zambia                                          |
| -------------------------------------- | ------------------------------ | ----------------------------------------------- |
| - Wang Shuang 6', 22', 23', 84' (str.) | Rapport (TOCOG) Rapport (FIFA) | - Kundananji 15' - Banda 43' (str.), 46', 69' · |

| Miyagi Stadium, Rifu Tilskuere: 2,212 Dommer: Melissa Borjas (Honduras) |

| Kina | Zambia |

| GK             | 12 | Peng Shimeng      |     |     |
| RB             | 2  | Li Mengwen        |     |     |
| CB             | 4  | Li Qingtong       | 86' |     |
| CB             | 16 | Wang Xiaoxue      |     |     |
| LB             | 17 | Luo Guiping       |     |     |
| RM             | 7  | Wang Shuang       |     |     |
| CM             | 13 | Yang Lina         |     |     |
| CM             | 9  | Miao Siwen        |     | 65' |
| LM             | 6  | Zhang Xin         |     | 65' |
| CF             | 15 | Yang Man          |     | 34' |
| CF             | 11 | Wang Shanshan (c) |     |     |
| Udskiftninger: |    |                   |     |     |
| FW             | 18 | Wurigumula        |     | 34' |
| MF             | 14 | Liu Jing          |     | 65' |
| FW             | 20 | Xiao Yuyi         |     | 65' |
| Cheftræner:    |    |                   |     |     |
| Jia Xiuquan    |    |                   |     |     |

| GK             | 16 | Hazel Nali         |     |     |
| RB             | 17 | Racheal Kundananji |     |     |
| CB             | 15 | Agness Musase      |     |     |
| CB             | 3  | Lushomo Mweemba    | 83' |     |
| LB             | 4  | Esther Siamfuko    |     | 62' |
| CM             | 14 | Ireen Lungu        |     |     |
| CM             | 6  | Mary Wilombe       |     | 38' |
| RW             | 12 | Avell Chitundu     |     |     |
| AM             | 10 | Grace Chanda       |     |     |
| LW             | 7  | Lubandji Ochumba   |     | 77' |
| CF             | 11 | Barbra Banda (c)   |     |     |
| Udskiftninger: |    |                    |     |     |
| DF             | 13 | Martha Tembo       |     | 38' |
| DF             | 8  | Margaret Belemu    |     | 62' |
| FW             | 9  | Hellen Mubanga     |     | 77' |
| Cheftræner:    |    |                    |     |     |
| Bruce Mwape    |    |                    |     |     |

| Linjedommere: Shirley Perello (Honduras) Chantal Boudreau (Canada) Fjerdedommer: Lucila Venegas (Mexico) Videodommer: Abdulkadir Bitigen (Tyrkiet) Videodommerassistent: Nicolás Gallo (Colombia) |

### Holland vs Brasilien
| 24. juli 2021 20:00 |

| Holland                         | 3–3                            | Brasilien                                        |
| ------------------------------- | ------------------------------ | ------------------------------------------------ |
| - Miedema 3', 59' - Janssen 79' | Rapport (TOCOG) Rapport (FIFA) | - Debinha 16' - Marta 65' (str.) - Ludmila 68' · |

| Miyagi Stadium, Rifu Tilskuere: 2,621 Dommer: Kate Jacewicz (Australien) |

| Holland | Brasilien |

| GK             | 1  | Sari van Veenendaal (c) |     |     |
| RB             | 2  | Lynn Wilms              |     |     |
| CB             | 3  | Stefanie van der Gragt  | 64' |     |
| CB             | 4  | Aniek Nouwen            |     |     |
| LB             | 17 | Dominique Janssen       |     |     |
| CM             | 6  | Jill Roord              | 72' |     |
| CM             | 14 | Jackie Groenen          |     |     |
| CM             | 10 | Daniëlle van de Donk    |     |     |
| RF             | 7  | Shanice van de Sanden   |     | 67' |
| CF             | 9  | Vivianne Miedema        |     | 89' |
| LF             | 11 | Lieke Martens           |     |     |
| Udskiftninger: |    |                         |     |     |
| FW             | 18 | Lineth Beerensteyn      |     | 67' |
| MF             | 13 | Victoria Pelova         |     | 89' |
| Cheftræner:    |    |                         |     |     |
| Sarina Wiegman |    |                         |     |     |

| GK             | 1  | Bárbara     |     |     |
| RB             | 13 | Bruna       |     |     |
| CB             | 3  | Érika       |     |     |
| CB             | 4  | Rafaelle    |     |     |
| LB             | 6  | Tamires     |     |     |
| RM             | 7  | Duda        |     | 46' |
| CM             | 8  | Formiga     |     | 46' |
| CM             | 17 | Andressinha |     |     |
| LM             | 10 | Marta (c)   |     | 75' |
| CF             | 16 | Beatriz     |     | 46' |
| CF             | 9  | Debinha     |     |     |
| Udskiftninger: |    |             |     |     |
| FW             | 21 | Andressa    |     | 46' |
| FW             | 12 | Ludmila     | 78' | 46' |
| MF             | 11 | Angelina    |     | 46' |
| MF             | 15 | Geyse       |     | 75' |
| Cheftræner:    |    |             |     |     |
| Pia Sundhage   |    |             |     |     |

| Linjedommer: Kim Kyong-min (Sydkorea) Lee Seul-gi (Sydkorea) Fjerdedommer: Yoshimi Yamashita (Japan) Videodommer: Erick Miranda (Mexico) Videodommerassistent: Paweł Raczkowski (Polen) |

### Holland vs Kina
| 27. juli 2021 20:30 |

| Holland                                                                                         | 8–2                            | Kina                                    |
| ----------------------------------------------------------------------------------------------- | ------------------------------ | --------------------------------------- |
| - Van de Sanden 12' - Beerensteyn 37', 45+2' - Martens 47', 70' - Miedema 65', 76' - Pelova 71' | Rapport (TOCOG) Rapport (FIFA) | - Wang Shanshan 28' - Wang Yanwen 69' · |

| International Stadium Yokohama, Yokohama Tilskuere: 0 Dommer: Salima Mukansanga (Rwanda) |

| Holland | Kina |

| GK             | 1  | Sari van Veenendaal (c) |  |     |
| RB             | 2  | Lynn Wilms              |  | 46' |
| CB             | 17 | Dominique Janssen       |  |     |
| CB             | 4  | Aniek Nouwen            |  | 76' |
| LB             | 5  | Merel van Dongen        |  |     |
| CM             | 6  | Jill Roord              |  | 46' |
| CM             | 14 | Jackie Groenen          |  |     |
| CM             | 10 | Daniëlle van de Donk    |  | 62' |
| RF             | 7  | Shanice van de Sanden   |  | 46' |
| CF             | 18 | Lineth Beerensteyn      |  |     |
| LF             | 11 | Lieke Martens           |  |     |
| Udskiftninger: |    |                         |  |     |
| DF             | 15 | Kika van Es             |  | 46' |
| MF             | 13 | Victoria Pelova         |  | 46' |
| FW             | 19 | Renate Jansen           |  | 46' |
| FW             | 9  | Vivianne Miedema        |  | 62' |
| DF             | 21 | Anouk Dekker            |  | 76' |
| Cheftræner:    |    |                         |  |     |
| Sarina Wiegman |    |                         |  |     |

| GK             | 12 | Peng Shimeng      |     |     |
| RB             | 2  | Li Mengwen        |     |     |
| CB             | 3  | Lin Yuping        | 30' |     |
| CB             | 16 | Wang Xiaoxue      |     |     |
| LB             | 17 | Luo Guiping       |     | 27' |
| RM             | 7  | Wang Shuang       |     |     |
| CM             | 13 | Yang Lina         |     |     |
| CM             | 8  | Wang Yan          | 44' | 59' |
| LM             | 6  | Zhang Xin         |     |     |
| CF             | 11 | Wang Shanshan (c) |     |     |
| CF             | 20 | Xiao Yuyi         |     | 59' |
| Udskiftninger: |    |                   |     |     |
| MF             | 19 | Wang Ying         | 82' | 27' |
| MF             | 14 | Liu Jing          |     | 59' |
| MF             | 10 | Wang Yanwen       |     | 59' |
| Cheftræner:    |    |                   |     |     |
| Jia Xiuquan    |    |                   |     |     |

| Linjedommer: Bernadettar Kwimbira (Malawi) Mary Njorge (Kenya) Fjerdedommer: Maria Rivet (Mauritius) Videodommer: Benoît Millot (Frankrig) Videodommerassistent: Edvin Jurisevic (USA) |

### Brasilien vs Zambia
| 27. juli 2021 20:30 |

| Brasilien      | 1–0                            | Zambia |
| -------------- | ------------------------------ | ------ |
| - Andressa 19' | Rapport (TOCOG) Rapport (FIFA) |        |

| Saitama Stadium 2002, Saitama Tilskuere: 0 Dommer: Yoshimi Yamashita (Japan) |

| Brasilien | Zambia |

| GK             | 1  | Bárbara        |     |     |
| RB             | 19 | Letícia Santos |     |     |
| CB             | 2  | Poliana        |     | 65' |
| CB             | 4  | Rafaelle       |     |     |
| LB             | 14 | Jucinara       |     |     |
| RM             | 21 | Andressa       |     | 81' |
| CM             | 8  | Formiga        |     | 46' |
| CM             | 11 | Angelina       | 78' |     |
| LM             | 10 | Marta (c)      |     | 46' |
| CF             | 16 | Beatriz        |     | 28' |
| CF             | 12 | Ludmila        |     | 65' |
| Udskiftninger: |    |                |     |     |
| FW             | 20 | Giovana        |     | 28' |
| MF             | 7  | Duda           |     | 46' |
| MF             | 5  | Julia          |     | 46' |
| MF             | 15 | Geyse          |     | 65' |
| DF             | 13 | Bruna          |     | 65' |
| FW             | 9  | Debinha        |     | 81' |
| Cheftræner:    |    |                |     |     |
| Pia Sundhage   |    |                |     |     |

| GK             | 16 | Hazel Nali         |       | 18'   |
| RB             | 8  | Margaret Belemu    |       |       |
| CB             | 15 | Agness Musase      |       |       |
| CB             | 3  | Lushomo Mweemba    | 14'   |       |
| LB             | 13 | Martha Tembo       |       |       |
| CM             | 10 | Grace Chanda       |       |       |
| CM             | 14 | Ireen Lungu        |       |       |
| RW             | 12 | Avell Chitundu     |       | 18'   |
| AM             | 11 | Barbra Banda (c)   |       |       |
| LW             | 17 | Racheal Kundananji |       | 90+3' |
| CF             | 7  | Lubandji Ochumba   |       |       |
| Udskiftninger: |    |                    |       |       |
| GK             | 22 | Ngambo Musole      |       | 18'   |
| DF             | 18 | Vast Phiri         | 45+8' | 18'   |
| MF             | 19 | Evarine Katongo    |       | 90+3' |
| Cheftræner:    |    |                    |       |       |
| Bruce Mwape    |    |                    |       |       |

| Linjedommer: Makoto Bozono (Japan) Naomi Teshirogi (Japan) Fjerdedommer: Stéphanie Frappart (Frankrig) Videodommer: Tiago Martins (Portugal) Videodommerassistent: Abdulkadir Bitigen (Tyrkiet) |